# Schéma de la ligne 5 du métro de Hangzhou
 (décembre 2021).
Si vous disposez d'ouvrages ou d'articles de référence ou si vous connaissez des sites web de qualité traitant du thème abordé ici, merci de compléter l'article en donnant les références utiles à sa vérifiabilité et en les liant à la section « Notes et références ».
Cette page est une annexe de l'article « Ligne 5 du métro de Hangzhou ».
| uextENDEa |

| uextBHF |

| uextBHF |

| uextCONT4+f |  | uextSTR |  |  |  |  |

|  | uextSTR | uextSTR+l | uextKRZto | uextCONTfq |  |  |  |  |

| uextXBHF-L | uextXBHF-R | uextBHF |  |  |  |  |

| uextSTRl | uextABZg+r | uextSTR |  |  |  |  |

| uextCONTgq | uextSTRr | uextSTR |  |  |  |  |

| uextBHF |

| uextBHF |

| utBHF |

| utBHF |

| utBHF |

| utABZgl | utSTReq | uSTR+r |

| utSTR |  | uDST |

| utBHF |  | uSTR |

| utABZg+l | utSTReq | uSTRr |

| utBHF |

| utBHF |

| HUBc2 | utBHF |  |  |  |

| utCONTgq | utBHFq | utKRZtu | utCONTfq |  |  |  |

| utBHF |

| uextCONTgq | utTBHFxt | uextCONTfq |  |  |

| utBHF |

| utKRZW |

| utBHF |

| utABZgl | utSTRq | utSTR+r |

| uextCONTgq | utKRZto | uextBHFq | uextABZg+r |  |

| utBHF | HUBc4 | uextSTR |

| uextSTR |  | uextCONTf |

| uextBHF |

| uextBHF |

| uextBHF |

| HUBc2 | uextBHF |  |  |  |

| utCONTgq | utBHFq | utKRZtu | utCONTfq |  |  |  |

| utKRZW |

| uextBHF |

| uextBHF | HUBc3 |  |

| utCONTgq | utKRZtu | utBHFq | utCONTfq |  |

| uextBHF |

| uextSTR |  | CONTg |

| uextBHF | HUBc3 | BHF |

| utCONTgq | utKRZtu | utBHFq | mKRZt | utCONTfq |

| uextSTR+l | utKRZto | uextBHFq | mKRZt | uextCONTfq |

| uextSTR | uextSTR |  | STR |  |

| uextBHF | uextBHF |  | STR |  |

| uextCONTgq | uextSTRr | uextSTR |  | STR |  |  |

| uextBHF |  | STR |

| CONTgq | DSTq | uxmtKRZ | STRq | STRr |  |  |

| uextBHF | HUBc3 |  |

| utCONTgq | utKRZtu | utBHFq | utCONTfq |  |

| WASSERq | utKRZW | WASSERq |  |  |

| uextCONTgq | uextTBHFxt | uextCONTfq |  |  |

| uextBHF |

| uextBHF |

| uextBHF | HUBc3 |  |

| utCONTgq | utKRZtu | utBHFq | utCONTfq |  |

| uextBHF |

| uextBHF |

| HUBc2 | uextBHF |  |  |  |

| utCONTgq | utBHFq | utKRZtu | utCONTfq |  |  |  |

| uextBHF |

| CONTgq | uxmtKRZ | STRq | STR+r |  |

| uextBHF |  | STR |

| CONTgq | uxmtKRZ | BHFq | ABZqr | CONTfq |

| CONTgq | uxmtKRZ | BHFq | STRq | CONTfq |

| CONTgq | uxmtKRZ | BHFq | STRq | CONTfq |

| uextBHF |

| uextBHF |

| uextBHF | uextKBHFa |  |

| uextSTRe | uextSTR |  |

| uexKDSTe | uextSTR |  |

|  | uextCONTf |